# A budapesti Katona József Színház művészeinek listája (1982–2008)
1982 és 2008 között kétszáz művész került – hosszabb-rövidebb ideig – a budapesti Katona József Színház vonzáskörébe.

## Alapítók
| - Balkay Géza - Bán János - Benedek Miklós - Bodnár Erika - Cseh Tamás - Cserhalmi György - Csomós Mari - Csonka Ibolya - Dörner György - Duró Győző (dramaturg) - Eperjes Károly - Fodor Géza (dramaturg) - Gáspár Sándor - Gelley Kornél - Gobbi Hilda - Helyey László - Hollósi Frigyes - Horváth József - Kátay Endre - Kun Vilmos - Litvai Nelli (dramaturg) - Major Tamás - Márton András | - Máthé Erzsi - Molnár Piroska - Olsavszky Éva - Papp Zoltán - Puskás Tamás - Rajhona Ádám - Ronyecz Mária - Sarlai Imre - Simon Zoltán (zenei vezető) - Sinkó László - Szacsvay László - Székely Gábor (igazgató) - Székely László (díszlettervező) - Szirtes Ági - Udvaros Dorottya - Ujlaki Dénes - Vajda László - Végvári Tamás - Zsámbéki Gábor (művészeti vezető) |

## Tagok 1983 és 2008 között
| - Antal Csaba díszlettervező - Ascher Tamás rendező - Básti Juli - Bertalan Ágnes - Blaskó Péter - Csákányi Eszter - Csendes Olivér - Dengyel Iván - Dévai Balázs - Érsek Obádovics Mercédesz - Fenyő Iván - Fodor Csaba - Füzi Sári jelmeztervező - Garas Dezső | - Garay József - Gazdag Tibor - Huszárik Kata - Illés Györgyi - Kaszás Gergő - Kerekes Viktória - Keszthelyi Kinga dramaturg - Kiss Eszter - Kornis Mihály dramaturg - Lukáts Andor - Mádi Szabó Gábor - Molnár László - Molnár Tamás - Naszlady Éva | - Rába Roland - Schramek Géza - Söptei Andrea - Stohl András - Szabó Győző - Szakács Györgyi jelmeztervező - Szalay Krisztina - Szandtner Anna - Ternyák Zoltán - Tímár Andor - Tóth József - Tóth Zoltán - Varga Zoltán - Veress Anna dramaturg |

## Vendégek 1982 és 2008 között
| - Császár Angéla: Budapest Orfeum - Avar István: Emigránsok - Agárdy Gábor: Halleluja* - Gyalog Ödön: Halleluja* - Károlyi Irén: Halleluja* - Surányi Ilona: Halleluja* - Raksányi Gellért: Halleluja* - Pogány Judit: A manó; Elnöknők - Márkus Ferenc: Amphytrion - Bodor Erzsébet: Három nővér - Törőcsik Mari: Három lány kékben; Csirkefej (felújítás); Cseresznyéskert; Szent György és a sárkány, Előtte-utána - Sándor Böske: Boldogtalanok; Három lány kékben; Esküvő - Kari Györgyi: Esküvő - Takács Katalin: A revizor; Esküvő - Hobo: Légy ostoba! - Pártos Erzsi: Három nővér - Lázár Kati: A kezdet vége; Katharina Blum elveszett tisztessége; Tartuffe; Kulcs - Soós Edit: Müller táncosai - Somody Kálmán: Hamlet; Cseresznyéskert - Csákányi László: Lulu - Andorai Péter: Lárifári hadnagy felszarvazása - Mácsai Pál: Julius Caesar - Pap Vera: (Szentivánéji álom) - Jordán Tamás: Cseresznyéskert - Csuja Imre: Szeget szeggel; Henschel fuvaros, Motel, Portugál; Mi lesz veled emberke?; Koldusopera - Hőgye Zsuzsanna: Mi lesz veled emberke? - Andai Katalin, Bálint Mátra, Németh Kriszta : Yvonne, Burgundi hercegnő (Udvarhölgyek) - Árva László: Yvonne, Burgundi hercegnő (Kancellár) - Gref Rita: Színházcsináló | - Virág Eszter: Színházcsináló - Bánsági Ildikó: Kulcskeresők - Gazsó György: Két úr szolgája; Hóhérok hava - Czakó Klára: Koldusopera; A fösvény - Gyalog Eszter: Az apa (Berta) - Thuróczy Szabolcs: Pericles - Vajda Milán: Motel - Terhes Sándor: Közellenség - Miklósy György: Az óra, amikor semmit nem tudunk egymásról - László Zsolt: Őszi álom - Köleséry Sándor: Az óra, amikor semmit nem tudunk egymásról - Tóth Ildikó: Ivanov; Top Dogs - Csoma Judit: Ivanov - Molnár Erika: Ivanov - Hernádi Csaba: Ivanov - Nemes Szabina: Ivanov - Erős Csaba: Ivanov - Gévai Simon: Ivanov - Hajdú István: Mit ültök a kávéházban? - Horváth Lili: Mit ültök a kávéházban? - Bakos Éva: Távoli vidék - Kerekes Éva: Így él a világ - Csonka Szilvia: Élnek még ezek? - Koloszár András és Novák Kristóf: Troilus és Cressida - Simkó Katalin: A vadkacsa - Geszler György (koreográfus) - Ladányi Andrea (koreográfus) - Pauer Gyula (díszlet- és jelmeztervező) - Lábas Zoltán (díszlet- és jelmeztervező) - Háy Ágnes (díszlet- és jelmeztervező) - Vágó Nelly (jelmeztervező) - El Kazovszkij (díszlet- és jelmeztervező) - Szabó Mária (jelmeztervező) | - Pilinyi Márta (jelmeztervező) - Szlávik István (díszlettervező) - Kell Csörsz (díszlettervező) - Antal Csaba (díszlettervező) - Bodor Ádám (dramaturg) - Morcsányi Géza (dramaturg) - Papp János jelmeztervező - Horgas Péter (díszlet- és jelmeztervező) - Molnár Éva (koreográfus) - Berzsenyi Krisztina (díszlettervező) - Velich Rita (jelmeztervező) - Kovalcsik Anikó (jelmeztervező) - Ágh Márton (díszlettervező) - Szabolcs János (díszlettervező) - Zeke Edit (jelmeztervező) - Ravasz András (díszlettervező) - Bozóki Mara (jelmez- és díszlettervező) - Ambrus Mária (díszlettervező) - Benedek Mari (jelmeztervező) - Kovács Andrea (jelmeztervező) - Valcz Gábor (díszlettervező) - Varga Klára (jelmeztervező) - Tresz Zsuzsa (jelmeztervező) - Bagossy Levente (díszlettervező) - Horváth Barbara (dramaturg) - Horváth Csaba (koreográfus) - Földi Andrea (jelmeztervező) - Ingatovity Krisztina (díszlet- és jelmeztervező) - Bodor Johanna (koreográfus-táncos) |

## Főiskolai, egyetemi hallgatók 1982 és 2008 között
| - Zsíros Ágnes - Zubornyák Zoltán - Kocsó Gábor - Molnár Erika - Tarján Péter - Lux Ádám - Nagy (Bal) József - Németh Gábor - Kárpáti Péter - Kerpits Miklós - Vlahovics Edit - Lipics Zsolt - Csányi János - Bognár László | - Rudolf Teréz - Mundruczó Kornél - Schneider Zoltán - Debreczeny Csaba - Horváth Virgil - Galambos Attila - Schilling Árpád - Hevér Gábor - Kocsis Pál - Kardos Róbert - Vasvári Csaba - Szalay Marianna - Mánya Zsófia - Forgács Péter | - Major Melinda - Szirtes Balázs - Samu Nagy Ádám - Almási Sándor - Nagy (Nagyváradi) Viktor - Kovács Patrícia - Sipos Vera - Wéber Kata - Polgár Csaba - Hercegh Tamás - Fridenthal Zoltán - Mészáros Piroska - László Attila - Ötvös András |